# Агарино (Серпуховский район)
Агарино — деревня в городском округе Серпухов Московской области. До упразднения в 2018 году Серпуховского района входила в состав Липицкого сельского поселения (до 29 ноября 2006 года входила в состав Балковского сельского округа).

## Население
| 2002 | 2006 | 2010 |
| ---- | ---- | ---- |
| 3    | →3   | ↗5   |

## География
Агарино расположено примерно в 34 км (по шоссе) на юго-восток от Серпухова, на реке Незнайка (левый приток Восьмы), высота центра деревни над уровнем моря — 211 м. На 2016 год в деревне 1 улица — Пасечная и 2 садовых товарищества.